# Robert Birski
Robert Birski  (ur. 19 lutego 1972 w Lublinie) – polski żużlowiec.
Wychowanek klubu Motor Lublin. W jego barwach startował w rozgrywkach z cyklu Drużynowych Mistrzostw Polski. Srebrny medalista Drużynowych Mistrzostw Polski z 1991 roku.
Raz wystąpił w finale Młodzieżowych drużynowych mistrzostw Polski w Grudziądzu (1991) gdzie wraz z drużyną Motoru Lublin zdobył IV miejsce. Finalista Turniejów o Brązowy Kask w 1991 roku, w klasyfikacji końcowej zajął XX miejsce.

## Drużynowe Mistrzostwa Polski - Sezon Zasadniczy Najwyższej Klasy Rozgrywkowej
| Sezon | Klub         | Miejsce | Liga   | Średnia/bg | Średnia/mc | Pkt     | Bonusy | Razem    | Komplety | Biegi | Mecze |
| ----- | ------------ | ------- | ------ | ---------- | ---------- | ------- | ------ | -------- | -------- | ----- | ----- |
| 1991  | Motor Lublin |         | 1 Liga | 0,333      | 0,750      | 3 (84)  | 1      | 4 (85)   | 0        | 12    | 4     |
| 1992  | Motor Lublin | 5       | 1 Liga | 0,308 (70) | 0,667 (70) | 6 (104) | 2      | 8 (101)  | 0        | 26    | 9     |
| 1993  | Motor Lublin | 5       | 1 Liga | 0,370 (72) | 0,889 (71) | 8 (100) | 2      | 10 (101) | 0        | 27    | 9     |
| 1994  | Motor Lublin | 7       | 1 Liga | 1,000      | 1,000      | 1 (115) | 0      | 1 (115)  | 0        | 1     | 1     |

W nawiasie miejsce w danej kategorii (śr/m oraz śr/b - przy założeniu, że zawodnik odjechał minimum 50% spotkań w danym sezonie)